# Gottfried von Rechede (Domherr)
Gottfried von Rechede (* im 13. Jahrhundert; † im 14. Jahrhundert) war Domherr in Münster.

## Leben
Gottfried von Rechede entstammte der münsterländischen ritterbürtigen Familie von Rechede, die ihren Ursprung Ende des 11. Jahrhunderts in der Landesburg Rechede bei Olfen hatte. Seine genaue Herkunft ist nicht überliefert.
Er besiegelte das Kapitelstatut vom 21. September 1313 über die Präbendenvergabe direkt beim Amtsantritt oder kurze Zeit später. Am 7. Oktober 1315 findet er als Domherr zu Münster urkundliche Erwähnung. 1318 gehörte er zu den Bürgen des Bischofs Ludwig gegenüber Graf Engelbert von der Mark, der ihn 1323 in Gefangenschaft nahm und nur gegen Zahlung eines hohen Lösegeldes wieder frei ließ.
Mit dem Domherrn Hermann Werenzo besaß er eine Kurie gegenüber dem Spiegelturm.
Gottfried blieb bis 1334 im Besitz der Dompräbende.